# Anuwat Yungyuen
Anuwat Yungyuen (thailändisch อนุวัฒน์ ยั่งยืน, * 16. September 1990) ist ein thailändischer Fußballspieler.

## Karriere
Anuwat Yungyuen spielt seit mindestens 2017 für Ranong United FC. Der Verein aus Ranong spielte in der dritten Liga, der Thai League 3. Hier trat Ranong in der Lower Region an. 2019 wurde er mit dem Verein Vizemeister und stieg somit in die zweite Liga auf. Im Juli 2021 verließ er Ranong und wechselte zum Drittligisten Krabi FC. Mit dem Verein spielte er in der Southern Region der dritten Liga. Am Ende der Saison 2021/22 wurde er mit Krabi Meister der Region. In der National Championship, den Aufstiegsspielen zur zweiten Liga, belegte man hinter dem Uthai Thani FC den zweiten Platz und stieg in zweite Liga auf. Am Ende der Saison 2023/24 belegte er mit dem Klub aus Krabi den letzten Tabellenplatz und musste somit in die dritte Liga absteigen. Nach dem Abstieg wurde sein Vertrag im Sommer 2024 nicht verlängert.

## Erfolge
Ranong United FC
- Thai League 3 – Lower Region: 2019 (Vizemeister)  ▲

Krabi FC
- Thai League 3 – South: 2021/22
- Thai League 3 – National Championship: 2021/22  ▲